# Dichaetomyia emdeni
Dichaetomyia emdeni är en tvåvingeart som beskrevs av Adrian C. Pont 1969. Dichaetomyia emdeni ingår i släktet Dichaetomyia och familjen husflugor.
Artens utbredningsområde är Kenya. Inga underarter finns listade i Catalogue of Life.